# Отровна гљива
Отровне гљиве су гљиве чије конзумирање може довести до мицетизма — тровања гљивама. 
Неке врсте гљива садрже отрове, хемијска једињења која су стандардна за промет материја унутар одређене врсте гљива. Иако њихова концентрација може да варира у јединкама исте врсте, по правилу их поједине врсте садрже увек, док их друге не садрже никад. 
Гљиве које су смртоносне за људе, могу другим животињским врстама бити уобичајена храна. Тако, на пример, пужеви су индиферентни према отровима који делују на људе, зато што су људи и пужеви потпуно различите физиологије и анатомије. Отрови који нападају крв, јетру и бубреге, на пужеве уопште не делују зато што код ових мекушаца таквих ткива и органа нема. 
С друге стране, неке јестиве врсте садрже опасне токсине, али у тако малим концентрацијама да би до тровања могло да дође једино ако би се у једном оброку унело више стотина килограма. Зато се овакве гљиве не сврставају у отровне. Стварно отровним сматрају се оне врсте које отрове садрже у таквој концентрацији да један једини оброк од пар стотина грама може да доведе до очигледних симптома.
Класификовано је између 70.000 и 100.000 врста гљива, а само око хиљаду врста нису отровне. Симптоми тровања могу варирати од незнатног бола у стомаку до смрти, а такође може доћи и до појаве халуцинација. Што је дужи период од конзумирања до појаве првих симптома, то је гљива отровнија. У случају тровања гљивама потребно је изазвати повраћање ради пражњења желуца, а код тежих тровања болесника транспортовати у болницу. У Србији се јавља мали број отровних гљива, укључујући зелену пупавку (Amanita phalloides), бљувару, лудару, мухару (Amanita muscaria), оловасту рудолиску (Entoloma sinuatum), заводницу (Omphalotus olearius) и друге.

### Распознавање
Многе отровне врсте гљива имају парњаке међу јестивим, па треба бити врло опрезан при њиховом сакупљању. Не постоји потпуно поуздан метод за распознавање врста али пре конзумирања гљива требa обратити пажњу на:
1. попречни пресек — да ли гљива мења боју и да ли се појављује "млеко"
2. мирис
3. изглед и распоред листића

Пре брања гљива било би пожељно консултовати се са стручњаком и прочитати нешто о општим карактеристикама гљиве коју планирамо да сакупљамо.

### Честе врсте отровних гљива на простору Србије

#### Зелена пупавка
Зелена пупавка (Amanita phalloides) микоризна гљива, која се појављује испод храста, букве , претежно лишћарске шуме, ређе испод четинара, расте од јула до октобра. Шешир ове гљиве је жућкасте до тамно маслинасте боје, у младости полулоптаст (јајастог облика), потом испупчен, на крају раширен, ураслих финих зракастих распоређених влакана, у сувом стању је мат а у влажном мало сјајан и слузав, пречника 7-12цм . Листићи на доњој страни шешира су бели, трбушасти, густи и слободни. Дршка је централно постављена, са висећим прстеном у горњем делу у основи гомољаста, обавијена кожастим белим овојем, читавим или расцепаним у крпице. Месо је бело, под кожицом жуто-зеленкасто, меко, мирише на мед. Код старијих примерака мирис је интензивнији, готово веома непријатан. Укус гљиве је благ (ни у ком случају се не сме пробати).
Зелена пупавка је одговорна за више од 90% тровања са смртним исходом. Смртна доза за човека од 80 килограма је око 20 грама гљиве, што је приближна величина једног њеног шешира. Због боје шешира која јако варира од жућкасто-зеленкасте преко маслинасте до беле, лако је могуће заменити је са неком другом врстом, што може изазвати трагичне последице. Зеленкасти примерци слични су зеленим зекама (Russula aeruginea), бели примерци разним шампињонима (Agaricus spp) или голубијој витезовки. Ипак типична гомољаста основа у овоју представља особину која отровну зелену пупавку разликује од осталих наведених, сличних врста. Млада плодишта код различитих врста пупавке су у "јајету" док овој не пукне, што чини да је тешко разликовати једну врсту од друге док су гљиве у младој (неразвијеној фази). Зато, никад немојте сакупљати ова "јаја" пре него што се гљива видно развије и постане могуће, прецизно је дефинисати.

#### Мухара
Мухара (Аmanita muscaria) отровна је и психоактивна гљива из рода Аманита. Слична јој је гљива пантеровка, што може изазвати забуну код брања. Шешир јој је црвен са белим тачкама које су лепљиве и може доћи до њиховог испирања на киши, а изглед њеног шешира се популарно користи за приказ гљива у цртаним филмовима. Иботенска киселина и мусцимол (халуциноген) које мухара садржи изазивају повраћање, збуњеност и поспаност. Симптоми се обично појаве пола до два сата након конзумације. Мускарин, понекада смртоносан, може изазвати престанак рада дисајних органа.Смртност је између 10 и 15 посто.

#### Бљувара
Бљувара (Russula emetica) прилично је честа гљива на нашим просторима. Расте у шумама и близу шумских путева у мањим скупинама, најчешће у лето и јесен. Стручак је дебљине 1-2 cm а висине 5-10 cm. Шешир је пречника од 5 до 10 cm, црвен, розе или смеђкастоцрвене. Испод шеширића се налазе бели листићи, једнаки, слободни и лако ломљиви. Површина ове гљиве је лепљив и влажна. Укус јој је љут и изазива повраћање, по чему је и добила име бљувара.

#### Лудара
Лудара (Boletus satanas) расте у току лета, најешће у листопадним шумама и на шумским чистинама. Шешир ове гљиве је пречника 6-15 cm, сивкастобео, а површина се благо сјаји, као да је лакирана. Дршка је дебела и није шупља, висине 5-10 cm. Близу шешира је жута, али даље од њега боја прелази у црвену. Месо је обично жуто,али на пресеку поплави, што може помоћи код распознавања. Лудара је отровна без обзира да ли је кувана или сирова, а изазива повраћање које може потрајати и до 6 сати. Најчешће није смртоносна.

#### Гљиварска удружења у Србији
- Миколошко друштво Србије
- Гљиварско друштво Ваљево
- Гљиварско друштво Шумадија Архивирано на веб-сајту  (3. април 2019)
- Миколошко друштво "Југ" из Власотинца
- Гљиварско друштво Нови Сад

#### Гљиварске манифестације у Србији
- Први гљиварско-гастрономски фестивал у Србији Архивирано на веб-сајту  (3. април 2019)
- Дани гљива у Ћуприји
- Сусрети гљивара Архивирано на веб-сајту  (3. април 2019)